# Johann Rattenhuber
Johann „Hans“ Rattenhuber (30. dubna 1897 – 30. června 1957) byl důstojník SS a pořádkové policie v hodnosti SS-Gruppenführer und Generalleutnant der Polizei za druhé světové války. Znám je svým působením jako šéf Říšské bezpečnostní služby (Reichssicherheitsdienst, RSD). Také byl mezi posledními, kteří byli ve Vůdcově bunkru v době Hitlerovy sebevraždy.

## Mládí a první světová válka
Narodil se dne 30. dubna roku 1897 ve městě Oberhachingu, které se nachází v Bavorsku poblíž Mnichova. Navštěvoval obecnou školu a po čtyřech letech přešel na gymnázium, kde také později odmaturoval. Následně na to začal studia na univerzitě v Mnichově avšak se sílící válkou musel v roce 1916 narukovat do armády. Poté, co byl odveden do císařské bavorské armády, tak byl přiřazen k 16. bavorskému pěšímu pluku (Bayerische Infanterie Regiment Nr. 16), který v tu dobu sídlil v Ingolstadtu. Během první světové války si vysloužil oba dva stupně železného kříže a dosáhl hodnosti Leutnant (poručík).
S demobilizací byl propuštěn z armády počátkem roku 1919. Ještě tentýž rok vstoupil do řad jednotek Freikorps, kde byl přidělen ke skupině von Epp pod velením generála Franze von Eppa. Zde zůstal až do května roku 1919, kdy došlo k reorganizaci. Po reorganizaci jednotek Freikorps a jejich začlenění do Reichswehru zůstal dál u své jednotky, která byla přeměněna na 22. brigádu Reichswehru. U té byl zařazen ke 42. střeleckému pluku (Schützen Regiment Nr. 42) a nedlouho na to byl převelen ke 13. pěšímu pluku (Infanterie-Regiment Nr. 13) z 5. divize. Z armády definitivně odešel během počátku roku 1920.
Po odchodu z Reichswehru nastoupil opět na univerzitu v Mnichově, kde dokončil pouze dva semestry a vstoupil do řad zemské policie (Landespolizei) ve městě Bayreuthu. Dne 10. února 1922 změnil své působiště, když byl přeřazen k zemské policii do Mnichova.

## SS a druhá světová válka
V Mnichově se mu dařilo, 10. března roku 1933 vstoupil do SS a stal se pobočníkem tehdejšího prezidenta bavorské policie Heinricha Himmlera. Dne 1. května téhož roku vstoupil také do NSDAP. Dne 24. prosince roku 1934 si vzal za ženu Paulu Dentzovou (* 6. února 1906 v Mnichově), se kterou měl později syna a dceru.
Ode dne 30. ledna roku 1933 až do skončení druhé světové války působil ve štábu Reichsführera-SS Heinricha Himmlera jako šéf Říšské bezpečnostní služby (Reichssicherheitsdienst, šéf osobní ochranky Adolfa Hitlera), zároveň byl členem organizace Lebensborn.
Během pokusu o útěk z Vůdcova bunkru v Berlíně byl několikrát vážně zraněn do nohy. Dne 2. května roku 1945 byl zajat sovětskými jednotkami a posléze internován v SSSR až do 10. října roku 1955.
Zemřel dne 30. června roku 1957 v bavorském Mnichově.

## Shrnutí vojenské kariéry

### Data povýšení
- Fahnenjunker – 1916
- Leutnant – říjen 1918
- Leutnant der Landespolizei – září 1920
- Oberleutnant der Landespolizei – 1. srpna 1925
- Hauptmann der Landespolizei – 1. června 1933
- Major der Landespolizei – 20. dubna, 1934
- SS-Sturmbannführer – 20. dubna 1934
- SS-Obersturmbannführer – 4. července 1934
- SS-Standartenführer – 15. září 1935
- SS-Oberführer und Oberst der Polizei – 20. dubna 1942
- SS-Brigadeführer und Generalmajor der Polizei – 30. ledna 1944
- SS-Gruppenführer und Generalleutnant der Polizei – 24. únor 1945

### Významná vyznamenání
- Finský řád kříže Svobody II. třídy s meči – 11. červen 1942
- Železný kříž I. třídy (první světová válka)
- Železný kříž II. třídy (první světová válka)
- Zlatý stranický odznak
- Sudetská pamětní medaile se sponou Pražský hrad
- Medaile za Anschluss
- Kříž cti
- Bavorský vojenský záslužný kříž II. třídy s meči (první světová válka)
- Maďarská pamětní mince (první světová válka)
- Německý olympijský čestný odznak I. třídy
- Služební vyznamenání NSDAP v bronzu
- Policejní služební vyznamenání ve zlatě
- Služební vyznamenání SS
- Německý říšský sportovní odznak ve zlatě – 12. květen 1938
- Sportovní odznak SA ve zlatě
- Čestná dýka Reichsführera SS
- Totenkopfring